# Estação Santa Cruz (Metrô de São Paulo)
A Estação Santa Cruz é uma das estações das linhas 1–Azul e 5–Lilás do Metrô de São Paulo. Inaugurada em 14 de setembro de 1974, está localizada na Rua Domingos de Morais, 2 564, em confluência com a Rua Pedro de Toledo, na Vila Mariana. Desde 2001, funciona anexo à estação o Shopping Metrô Santa Cruz, totalmente integrado ao Metrô.
A previsão era de que a estação estivesse integrada com a Linha 5–Lilás do Metrô a partir do primeiro semestre de 2018, porém, em novembro de 2017 foi confirmado pelo Metrô que a estação seria inaugurada "nos próximos meses", após o prazo prometido. Em fevereiro de 2018, a inauguração foi confirmada pelo secretário Clodoaldo Pessoni para abril, mas, em junho, após mais atrasos, foi adiada para julho. Por fim, a inauguração da nova estação foi realizada em 28 de setembro.

## Características
A estação da Linha 1–Azul é enterrada (subterrânea), com mezanino de distribuição e plataformas laterais com estrutura em concreto aparente. Ela conta com uma área construída de 6 190 metros quadrados, e sua capacidade é de vinte mil passageiros por hora nos horários de pico.
A estação da Linha 5–Lilás é igualmente subterrânea, executada em vala a céu aberto (VCA), com estrutura em concreto aparente e cobertura do acesso principal por uma cúpula de aço e vidro, para iluminação natural. Conta com dois acessos, ambos com escadas rolantes nos dois sentidos e elevadores para pessoas com deficiência e mobilidade reduzida. Possui mezanino com bilheterias e distribuição de passageiros, além de duas plataformas laterais.

## Demanda média da estação
Antes da inauguração da integração com a Linha 5, a demanda média da estação era de 59 mil passageiros por dia, segundo dados do Metrô. Isso se devia possivelmente ao fato de a estação estar integrada diretamente ao Shopping Metrô Santa Cruz e a um terminal de ônibus com destinos às áreas 6, 7 e 8.
Após a abertura da integração, uma média de 116 mil passageiros por dia embarcou na estação em outubro de 2019.

## Obras de arte
- "São Paulo Viva" (painel), Isabelle Tuchband, Verena Matzen e Paula Pedrosa, pintura sobre cerâmica (1996), estrutura metálica, cerâmica e tinta para cerâmica (1,20 m x 5,40 m), instalado no acesso oeste na parede acima das escadas na Linha 1-Azul.[13]

## Tabelas

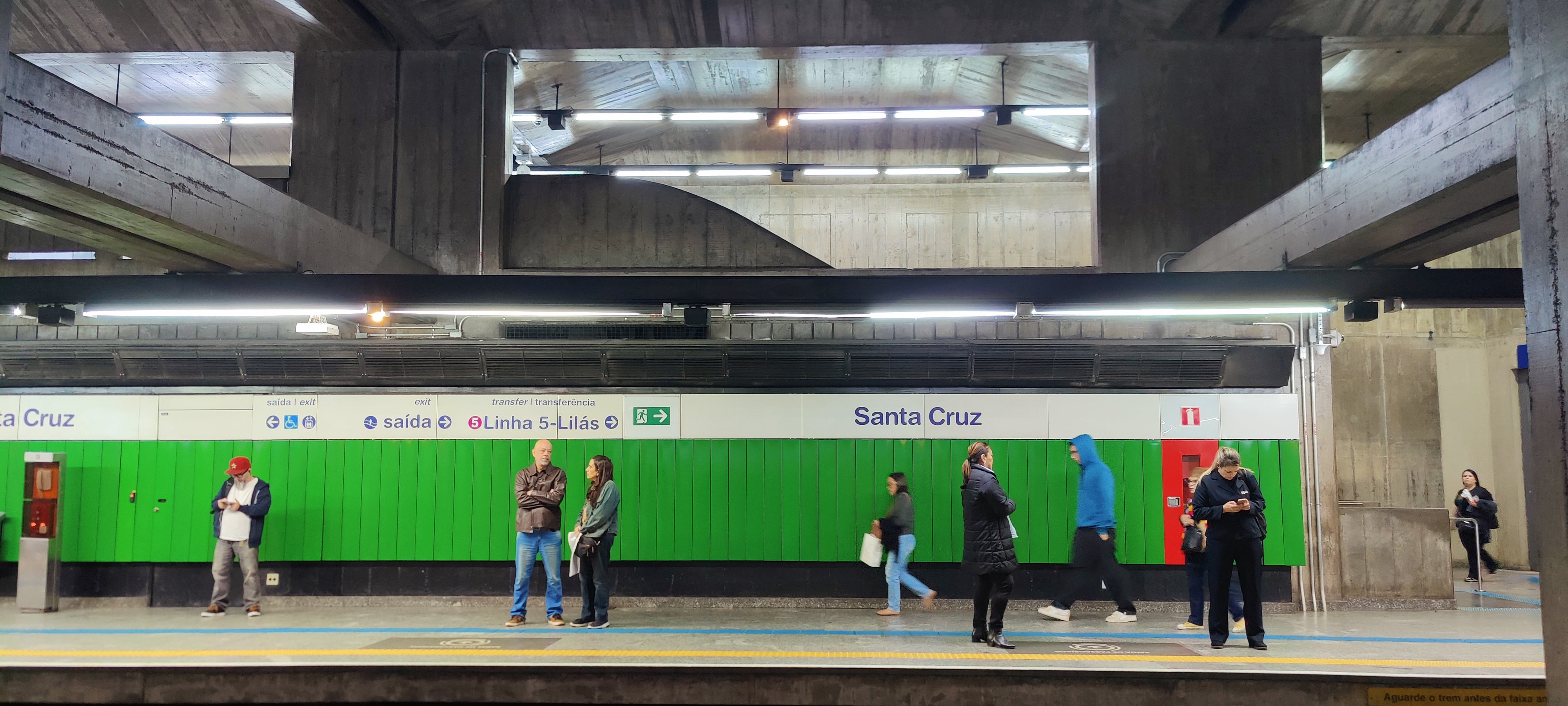
Plataforma da estação da Linha 1-Azul

### Linha 1-Azul

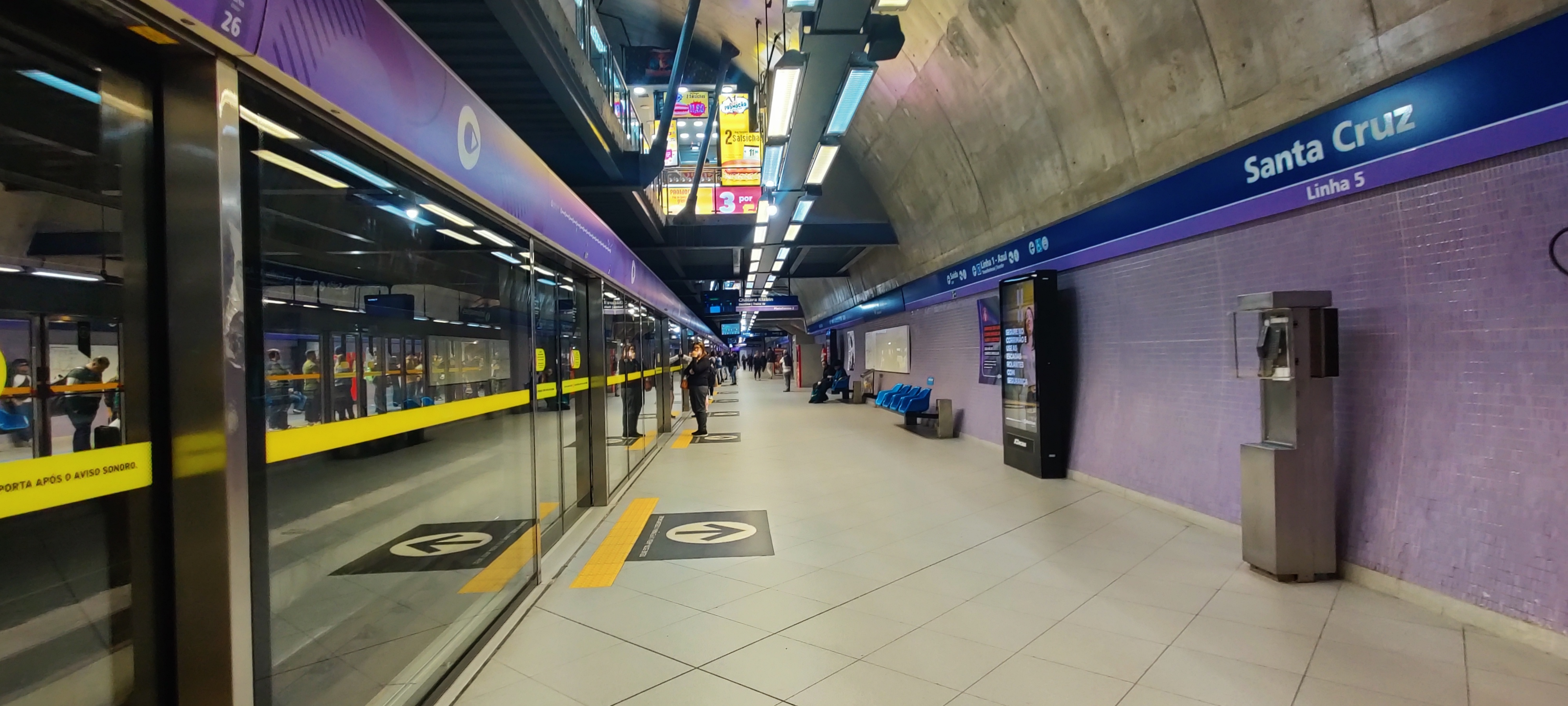
Plataforma da estação da Linha 5-Lilás

| Sigla | Estação    | Inauguração            | Capacidade                   | Integração                              | Plataformas | Posição     | Notas                                      |
| ----- | ---------- | ---------------------- | ---------------------------- | --------------------------------------- | ----------- | ----------- | ------------------------------------------ |
| SCZ   | Santa Cruz | 14 de setembro de 1974 | 20 mil passageiros hora/pico | Linha 5–Lilás, Bilhete Único da SPTrans | Laterais    | Subterrânea | Estação com estrutura de concreto aparente |

### Linha 5-Lilás
| Sigla | Estação    | Inauguração            | Capacidade                   | Integração                             | Plataformas | Posição     | Notas                                      |
| ----- | ---------- | ---------------------- | ---------------------------- | -------------------------------------- | ----------- | ----------- | ------------------------------------------ |
| SCZ   | Santa Cruz | 28 de setembro de 2018 | 30 mil passageiros hora/pico | Linha 1-Azul, Bilhete Único da SPTrans | Laterais    | Subterrânea | Estação com estrutura de concreto aparente |